# Michalis Konstandinu
Michalis Konstandinu (ur. 19 lutego 1978 w Paralimni) – cypryjski piłkarz grający na pozycji napastnika.
Uznawany jest za najlepszego strzelca w historii reprezentacji Cypru. W barwach narodowych Konstandinu strzelił 32 bramki w 85 meczach. Zdobył cztery mistrzostwa Grecji, trzy puchary Grecji, tylko jedno mistrzostwo i puchar Cypru.

## Kariera klubowa
Konstandinu jest wychowankiem klubu Enosis Neon Paralimni. W sezonie 1993/1994 zadebiutował w jego barwach w lidze cypryjskiej i w chwili debiutu liczył sobie 16 lat. W sezonie 1994/1995 był już podstawowym zawodnikiem klubu, a największy sukces odniósł w swoim ostatnim sezonie w tym zespole (1996/1997), kiedy to zdobywając 17 goli w 25 meczach wywalczył tytuł króla strzelców cypryjskiej ekstraklasy. Dla Paralimni rozegrał przez 4 lata 68 spotkań i zdobył 31 goli.
Latem 1997 Konstandinu przeszedł do greckiego Iraklisu Saloniki. W greckiej lidze zadebiutował 31 sierpnia w wygranym 1:0 wyjazdowym spotkaniu z Panachaiki FC. W każdym kolejnym sezonie był najskuteczniejszym graczem Iraklisu., a w sezonie 1999/2000 był trzecim strzelcem ligi z 22 golami na koncie, a w 2000/2001 został wicekrólem strzelców ligi (18 goli, o 2 mniej od Alekosa Alexandrisa z Olympiakosu).
W 2001 roku Konstandinu podpisał kontrakt z jednym z czołowych klubów w kraju, Panathinaikosem. Ateński klub zapłacił za niego 11,3 miliona euro stając się najdroższym cypryjskim piłkarzem w historii. W swoim pierwszym sezonie stworzył atak z Chorwatem Goranem Vlaoviciem i wygrał tym samym rywalizację z Emmanuelem Olisadebe. Z Panathinaikosem zajął 3. miejsce w lidze, a w rozgrywkach Ligi Mistrzów dotarł do ćwierćfinału (zdobył m.in. gola na Camp Nou w przegranym 1:3 spotkaniu z Barceloną). W 2003 roku został wicemistrzem Grecji, a w 2004 po raz pierwszy wywalczył tytuł mistrzowski. W obu sezonach zdobywał tylko po 5 goli, ale już w sezonie 2004/2005, gdy znów został wicemistrzem, z 15 golami był najskuteczniejszy w zespole „Koniczynek”. Przez 4 sezony zdobył dla „Panaty” 49 goli w 151 spotkaniach.
Latem 2005 Konstandinu znów zmienił klub. 14 lipca podpisał trzyletni kontrakt z odwiecznym rywalem Panathinaikosu, Olympiakosem Pireus. Już w swoim pierwszym sezonie w tym klubie zdobył mistrzostwo Grecji, a także Puchar Grecji, do którego przyczynił się zdobywając gola w wygranym 3:0 finale z AEK Ateny. W 2007 roku po raz drugi został mistrzem kraju z Olympiakosem, jednak z powodu kontuzji opuścił ponad połowę ligowych meczów. W sezonie 2007/2008 usiadł na ławce rezerwowych przegrywając rywalizację z Serbem Darko Kovačeviciem.
Latem 2008 wrócił Konstandinu do Iraklisu. Grał tam pół roku, a w 2009 roku ponownie zaczął występować w ojczyźnie, tym razem w zespole Omonii Nikozja, w której stworzył atak z Maciejem Żurawskim. W 2010 roku wywalczył mistrzostwo Cypru i zdobył Superpuchar Cypru. Z kolei w 2011 roku sięgnął po Puchar Cypru.
Latem 2011 Konstandinu przeszedł do Anorthosisu Famagusta.
18 stycznia 2014 roku Michalis poinformował, że kończy karierę piłkarską.
| Sezon     | Klub                  | Kraj   | Rozgrywki     | Mecze | Bramki |
| --------- | --------------------- | ------ | ------------- | ----- | ------ |
| 1993/1994 | Enosis Neon Paralimni | Cypr   | Division A    | 1     | 0      |
| 1994/1995 | Enosis Neon Paralimni | Cypr   | Division A    | 23    | 8      |
| 1995/1996 | Enosis Neon Paralimni | Cypr   | Division A    | 19    | 6      |
| 1996/1997 | Enosis Neon Paralimni | Cypr   | Division A    | 25    | 17     |
| 1997/1998 | Iraklis Saloniki      | Grecja | Alpha Ethniki | 30    | 11     |
| 1998/1999 | Iraklis Saloniki      | Grecja | Alpha Ethniki | 31    | 9      |
| 1999/2000 | Iraklis Saloniki      | Grecja | Alpha Ethniki | 32    | 22     |
| 2000/2001 | Iraklis Saloniki      | Grecja | Alpha Ethniki | 27    | 18     |
| 2001/2002 | Panathinaikos AO      | Grecja | Alpha Ethniki | 17    | 9      |
| 2002/2003 | Panathinaikos AO      | Grecja | Alpha Ethniki | 21    | 5      |
| 2003/2004 | Panathinaikos AO      | Grecja | Alpha Ethniki | 26    | 5      |
| 2004/2005 | Panathinaikos AO      | Grecja | Alpha Ethniki | 30    | 15     |
| 2005/2006 | Olympiakos SFP        | Grecja | Alpha Ethniki | 21    | 10     |
| 2006/2007 | Olympiakos SFP        | Grecja | Alpha Ethniki | 11    | 1      |
| 2007/2008 | Olympiakos SFP        | Grecja | Alpha Ethniki | 10    | 0      |
| 2008/2009 | Iraklis Saloniki      | Grecja | Alpha Ethniki | 13    | 3      |
| 2008/2009 | Omonia Nikozja        | Cypr   | Division A    | 12    | 6      |
| 2009/2010 | Omonia Nikozja        | Cypr   | Division A    | 21    | 11     |
| 2010/2011 | Omonia Nikozja        | Cypr   | Division A    | 26    | 17     |
| 2011/2012 | Anorthosis Famagusta  | Cypr   | Division A    |       |        |

## Kariera reprezentacyjna
W reprezentacji Cypru Konstandinu zadebiutował 14 lutego 1997 roku w wygranym 2:0 towarzyskim meczu z Łotwą. Natomiast swoje pierwsze dwa gole w kadrze narodowej zdobył 10 lutego 1999 w meczu z San Marino (4:0), rozegranym w ramach eliminacji do Euro 2000. Obecnie jest najlepszym strzelcem w historii reprezentacji Cypru.